# Idaea tineata
Idaea tineata is een vlinder uit de familie spanners (Geometridae). De wetenschappelijke naam is voor het eerst geldig gepubliceerd in 1911 door Thierry-Mieg.
De soort komt voor in Europa.